# Carlos León Thays
Carlos León Thays  (Buenos Aires, 21 de agosto de 1894–Buenos Aires, 14 de diciembre de 1962), fue un ingeniero agrónomo argentino que ocupó el cargo de Director de Paseos de la Ciudad de Buenos Aires desde 1922 hasta 1946, que construyó y remodeló muchos de los espacios verdes que fueron determinantes para la conformación de la imagen urbana de dicha ciudad —entre ellos los parques de la Recoleta, la la plaza General San Martín, los jardines de la Avenida Costanera Rafael Obligado y de las avenidas General Paz y 9 de Julio, hoy desaparecidos; la apertura de los parques Rivadavia y Santojani, la ampliación de la plaza Lavalle con la quinta Miró— que también fue el artífice de otras obras en el resto de Argentina, Chile y Uruguay y que fue el hijo del famoso paisajista Carlos Thays, quien también había realizado numerosas y diversas obras paisajistas principalmente en Argentina.

## Biografía

### Nacimiento y familia

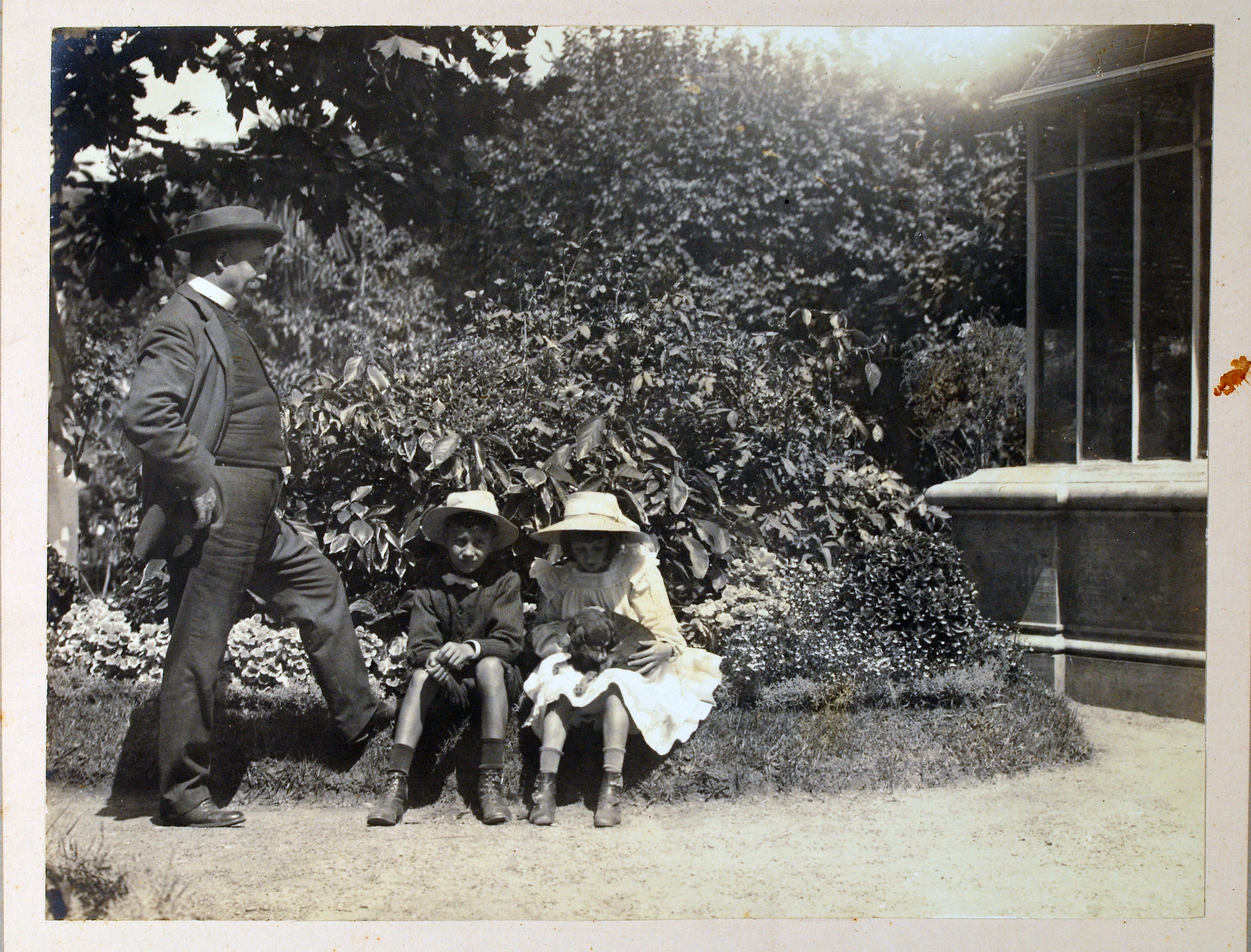
Carlos León Thays con su padre y su hermana Ernestina en el Jardín Botánico (casa familiar de la familia Thays), 1904.

Hijo de Jules Charles Thays (acriollado Cárlos Thays) y Cora Venturino, se casó con Luisa López Saavedra, con quien tuvo tres hijos: Carlos Julio, Julia Elena y Cora Martha.

### Ingeniero agrónomo
En 1918 egresó como ingeniero agrónomo de la Facultad de Agronomía y Veterinaria de la Universidad de Buenos Aires. Su trabajo final de tesis fue apadrinado por el Ingeniero Benito Javier Carrasco y se tituló "Consideraciones sobre la formación del Parque Nacional del Sud Nahuel Huapi". En él ya se evidenciaba que continuaba con las ideas preservacionistas de su padre.

### Inicios profesionales
Una vez recibido comenzó a trabajar como Secretario de la Sociedad Forestal Argentina. En 1920 el Consejo Directivo de la facultad de Veterinaria y Agronomía le acordó la adscripción a la cátedra de Parques y Jardines que se encontraba a cargo del ingeniero Benito Javier Carrasco.
En febrero de 1921 se constituyó en Jefe de la Oficina de Arbolado, Parques y Jardines que dependía del Ministerio de Agricultura. El objetivo de esta dependencia, según sus palabras, era 

servir a los intereses particulares y públicos de tal suerte que con escaso desembolso del que recurra a ella, pueda ésta brindarle su concurso ajustado a un criterio eminentemente técnico-científico", además de proporcionar "beneficio para el propietario y la prosperidad de la arboricultura..." evitaría que se gastara en "adquirir especies forestales o florales que no convengan a la región donde se los destina, porque el clima no es apto o porque la topografía del terreno y la calidad del suelo sean inconvenientes para su desarrollo.

### Director general de parques y Paseos Públicos de Buenos Aires
El 25 de abril de 1922, por decisión del intendente de Buenos Aires, Juan Barnetche, se lo nombró Director General de Parques y Paseos Públicos. Tanto los vecinos de Buenos Aires como las publicaciones de la época estuvieron congratulados con esta designación. A esa altura Carlos León ya había creado el Parque de la Facultad de Agronomía y Veterinaria de la Universidad del Litoral, en Corrientes; el parque deportivo en Lincoln, Provincia de Buenos Aires; las plazas Belgrano y San Luis, en Mercedes; los jardines del Parque Camet en Mar del Plata; la plaza San Martín de Córdoba y los jardines del Ministerio de Agricultura.

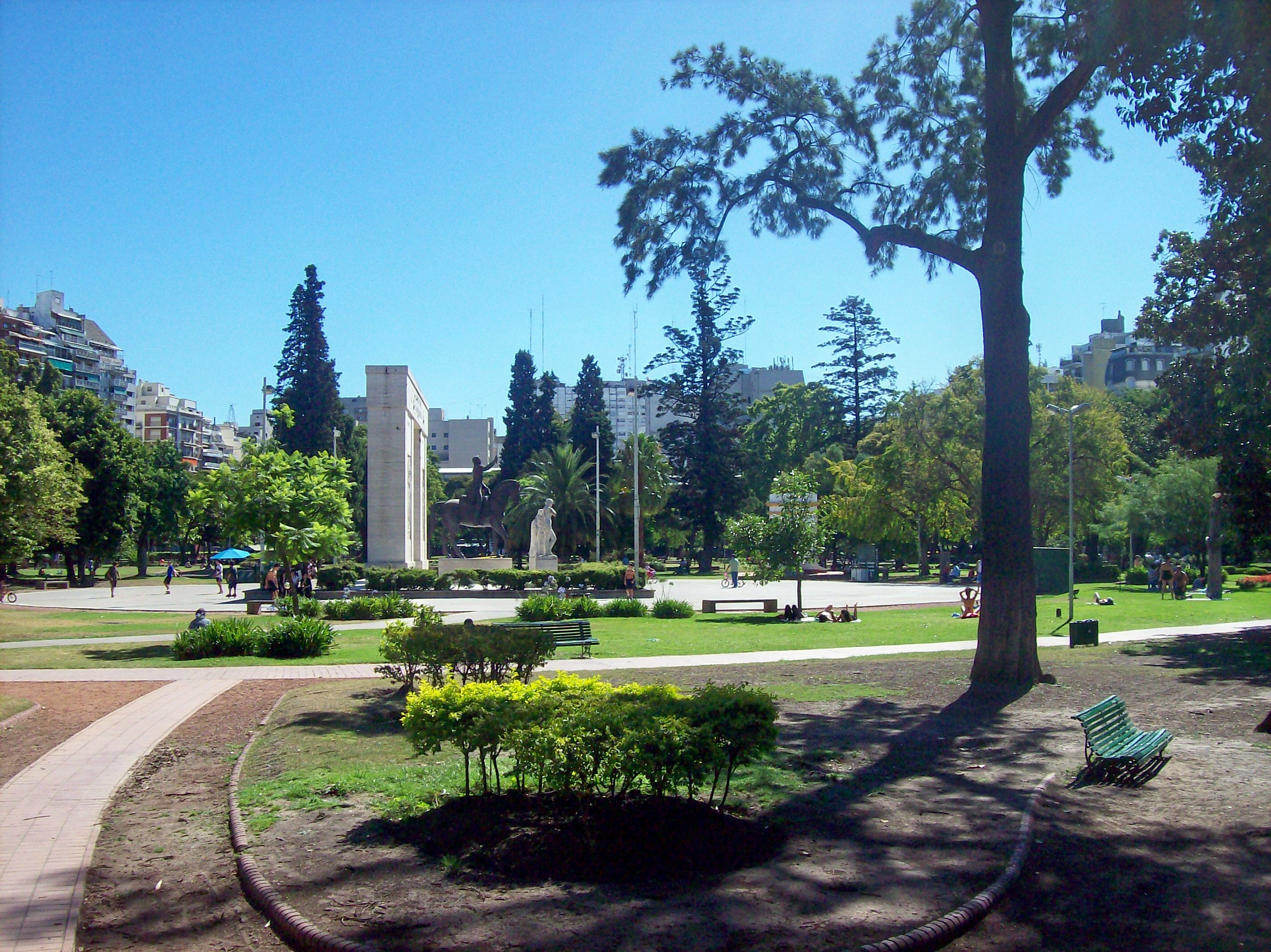
Parque Rivadavia: Diseño original realizado por Carlos Lavecchea, bajo la dirección de Carlos León Thays.

En agosto de 1924, dos años luego de su designación, recibió la felicitación del intendente Carlos Noel por como había ornamentado la ciudad durante los festejos de la visita del Príncipe Humberto de Saboya, como luego, ante la visita del Príncipe de Gales. En 1925 también el ministro de Guerra destacó su colaboración a las unidades del Ejército Argentino.
Una de sus principales contribuciones fue su libro El Jardín Botánico Municipal de la ciudad de Buenos Aires, del Taller Gráfico de la Escuela Superior de Guerra, en 1928. Se trata de un catálogo de las especies cultivadas en el Jardín Botánico de la ciudad, prologado por el naturalista Cristóbal M. Hicken, que resulta una guía elemental, con fines de vulgarización científica, muy útil para los que se inician en los estudios botánicos.
En 1929 la intendencia le expresó su beneplácito por los trabajos en las festividades de carácter público y en especial por el emplazamiento de la Glorieta Andaluza o Patio Andaluz, en el Rosedal del parque 3 de Febrero. Además le agradeció los 5.000 ejemplares que donó del libro El Jardín Botánico de la Ciudad. Los vecinos también le expresaban elogios, en particular porque ante cualquier pedido modesto e insignificante de ellos el mismo era ordenado y ejecutado de inmediato.
En 1930 la Municipalidad de Buenos Aires lo nombró delegado a la Primera Reunión Nacional de Geografía de la Sociedad Argentina de Estudios Geográficos (GAEA). Y en este mismo año el intendente lo designó Vocal de la Primera Comisión Permanente de Fiestas Populares. Al año siguiente conformó el Comité de la Cámara Argentina de Comercio e integró la comisión honoraria que tendría a su cargo la realización del proyecto del futuro Parque de Retiro.
Estos cargos y funciones no le impidieron participar de fiestas populares: Un domingo de 1931, dirigió a “centenares de familias proletarias” que se aprestaron a plantar 500 árboles en el campo de deportes de la Unión Obreros Municipales. Con su presencia prestigiaba y aseguraba el éxito de actos populares como en el Corso General Urquiza para el carnaval de 1933, donde en un volante se anunciaba el desfile de un carruaje a cuatro caballos, en el que se ubicará el Presidente de la comisión Permanente de Fiestas Populares, lng. Don Carlos L. Thays, acompañado por damas y niñas de la localidad. Los vecinos del Parque Chacabuco, en 1932 le entregaron un pergamino "...en reconocimiento de su acción para hermosear ese barrio.”
En 1933 integró la comisión para asesorar a la Dirección Nacional de Vialidad sobre el arbolado de los caminos. En 1938 transformó los jardines de la Residencia Presidencial de la calle Suipacha 1034. 
En 1940 fue socio correspondiente de la Sociedad Geográfica de Lima.

Junto a Marcelo T. de Alvear, en Mar del Plata, hacia 1925

El Ejército Argentino le otorgó, en 1942, una medalla en reconocimiento del embellecimiento de los jardines de la Escuela de Artillería, Regimiento 6.º.
A partir de 1943 siguieron los reconocimientos a su labor. Algunos de los mismos fueron el del presidente Pedro Pablo Ramírez por la remodelación del parque de la Residencia presidencial de Olivos, del embajador de España por el arreglo de los jardines de la legación, del intendente, en 1945 por la ejecución de urbanización de Bajo Belgrano y Núñez.
Una de sus principales contribuciones fue su libro El Jardín Botánico Municipal de la ciudad de Buenos Aires, del Taller Gráfico de la Escuela Superior de Guerra, en 1928. Se trata de un catálogo de las especies cultivadas en el Jardín Botánico de la ciudad, prologado por el naturalista Cristóbal M Hicken, que resulta una guía elemental, con fines de vulgarización científica, muy útil para los que se inician en los estudios botánicos.
Fue socio honorario del Lawn Tennis Club, miembro de la Sociedad Argentina de Horticultura, socio correspondiente de la Sociedad Geográfica de Lima y al igual que su padre, fue un miembro destacado y activo de la colectividad francesa de su país.

Carlos León Thays (h), primero a la izquierda, junto al ingeniero Luis Guillot (Director de Paseos de Montevideo) y el ingeniero Rebuelto (director general de Obras Públicas de Buenos Aires) en casa del doctor Noel (hoy Museo Isaac Fernández Blanco).

Luis Guillot, director de Paseos de Montevideo, opinaba que tanto la obra de ingeniería de la Avenida Costanera como su decoración merecían los mayores elogios y que los jardines y paseos públicos

no desmerecen en lo más mínimo de los mejores que ostentan las urbes principales del viejo continente.

En otra ocasión el ex zar Fernando de Bulgaria recorrió el jardín botánico en compañía Thays, y “... elogió calurosamente el trazado del jardín, expresando que no es una mera biblioteca de plantas, sino un parque lleno de belleza y de vida y añadiendo que era de señalar la distribución de la flora por países, todo lo cual lo ponía en primera fila entre los establecimientos de su índole.”
Fue además un gran deportista, y uno de los mejores patinadores de la época en el país. También formó parte del equipo de Argentina en el partido de hockey sobre patines que se realizó en Río de Janeiro. Produjo performances en ciclismo y motociclismo, fue muy buen espadachín ya que como esgrimista defendió los colores del JockeyClub, logrando destacadas actuaciones; remero, tenista, atleta; automovilista y hasta aviador. Cultor del hipismo, en 1928 el Club Hípico Argentino lo designó socio honorario y le reconoció su "eficiente labor en bien de la conservación y embellecimiento de los caminos y senderos reservados para jinetes, en el Parque 3 de Febrero.”

### Cesantía
En 1946 el Intendente César R. Caccia le reconoció su sensibilidad artística, amor a la profesión, sentido de responsabilidad y orden; y afán de colaboración que trascendía lo municipal. 
Tras la elección del presidente Juan Domingo Perón se procedió al recambio de autoridades municipales. El nuevo intendente de Buenos Aires, Emilio P. Siri decidió, el 25 de junio de 1946, declarar a Carlos León Thays cesante "por razones de conveniencia administrativa", culminando así con una gestión que se había iniciado 24 años antes. 
De esta manera se cerró el ciclo de los grandes paisajistas que había comenzado en 1880 con la obra del intendente Torcuato de Alvear al contratar a Eugène Courtois, el breve paso de Wilhelm Schübeck, continuado por el destacado Carlos Thays, luego su discípulo Benito Javier Carrasco, seguido del hermano de éste, Eugenio, y finalmente Carlos León Thays. Gracias a haber sido un hombre muy dedicado a su profesión, metódico y organizado, tuvo el tino y la paciencia de conservar cientos de documentos que permiten aun en la actualidad saber de esos momentos y etapas de su vida y obra que impactaron en Buenos Aires.

### Fallecimiento
Tras una prolongada enfermedad Carlos León Thays falleció en Buenos Aires, el 14 de diciembre de 1962, cuando contaba con 68 años de edad. 
Los medios lo recordaron destacando tanto su capacidad organizadora como su sensibilidad 

de un hombre para el que la naturaleza constituía, sin duda, una pasión tan noble como encaminada a servir los senderos de la ciudad que él contribuía a hacer más umbríos y bellos

Para medir la acción del Ingeniero Thays, deberíamos sugerir al hombre de Buenos Aires que recorriera el Parque 3 de Febrero o el Rivadavia y, en fin, visitara tantos paseos de la Capital que o fueron creados o fueron mejorados por su acción incansable y generosa.

## Sus conceptos e ideas
A fines de la década de 1920 Carlos León Thays se lamentaba por la indiferencia general hacia las riquezas naturales con que la República Argentina había sido privilegiada. Consideraba necesario 

empezar cuanto antes la obra para facilitar el turismo asegurando al mismo tiempo la conservación de los bosques como sucede en los parques y reservas norteamericanos

y sostuvo que 

el objeto de las Reservas es que las generaciones futuras puedan no solamente admirar los paisajes sino también estudiarlos bajo el punto de vista botánico, zoológico, físico, etc.

Su concepto de la preservación del paisaje natural es de sorprendente actualidad

La primer preocupación para llevar a la práctica estas ideas, es no modificar la fisonomía original del paisaje, pues perdería su valor, como ha pasado en las cataratas del Niágara que la intervención de la mano del hombre ha deteriorado casi sus bellezas virginales.

En los Anales de la Sociedad Forestal Argentina se refería a la plantación de árboles frutales en la ciudad. Tomaba como ejemplo lo que ocurría en algunos países europeos donde los frutales, además de ser usados para dar sombra o indicar los bordes de los caminos, se aprovechaban para vender su producción en subasta pública. El adjudicatario debía cuidarlos y cosecharlos para luego consumir o vender lo producido. Insistía en que si se plantaran en todos los sitios públicos

en donde pueden vivir y se persistiera en reponer las faltas y en cuidarlos, llegaría día en que en toda la República se respetarían y hasta se cuidarían por el público, pues convencido éste de su utilidad, será el primero en procurar por su fomento y buena conservación.

En un artículo de la Revista del Centro Vitivinícola Nacional se congratulaba por el arbolado del camino a Tigre, y a diversos estancieros que se habían destacado haciendo plantaciones en caminos públicos. Explicaba los muy diversos beneficios (al turismo, las lluvias, morigeración de vientos, beneficio da la capa humífera, disminución de la acción de las heladas, etc.) y propuso la utilización del ejército como auxiliar en las obras a realizarse en los alrededores de los acantonamientos y sugería a las municipalidades de campaña la formación de viveros.
Referido al arbolado en los parques nacionales, insistía en la necesidad de proteger los bosques frente a la tala con fines industriales y los incendios, proponiendo un accionar más intenso tanto de la Sociedad Forestal como del Ministerio de Agricultura, y recomendaba la formación de dos grandes parques nacionales en Iguazú y Nahuel Huapi, obra que 

además de presentar a las generaciones venideras las selvas en estado virgen, serviría para encauzar el turismo a esas regiones, evitando el éxodo de los argentinos a países extranjeros cuando en su propio país tienen bellezas muy superiores a las de Suiza y el Niágara.”

Propuso, a partir de la creación de un vivero único, situado en la exestancia Saavedra, la habilitación de viveros ya existentes como paseos públicos al igual que el nuevo, que sería concebido como un parque. 
También inició obras de parquización de los terrenos ganados al Río de la Plata en la zona de la avenida Costanera Rafael Obligado. Afirmaba que 

Buenos Aires está encaminada a solucionar en forma airosa –merced al espíritu de iniciativa y a la inteligente comprensión que tiene de sus necesidades el actual intendente- uno de sus más vitales problemas urbanísticos

es decir la escasez de espacios verdes. Alentó la búsqueda de un sistema de estímulo a los propietarios para que construyeran la mayor superficie posible de jardines, lo que, aunado con los esfuerzos que realizaba la Municipalidad, provocaría un aumento del coeficiente de paseos de la ciudad, índice que se mantenía muy por debajo de la cifra ideal de 15 m² de espacio libre por habitante.

## Sus obras

### Plazas y parques en Buenos Aires
Creados entre 1922 y 1946:
|    | Nombre actual                         | Nombre anterior                                     | Fecha inauguración | Ubicación                                                | Superficie en m² | Observaciones                                                |
| -- | ------------------------------------- | --------------------------------------------------- | ------------------ | -------------------------------------------------------- | ---------------- | ------------------------------------------------------------ |
| 1  | Plaza 1.º de Mayo                     | Plaza 1.º de Mayo                                   | 31/4/1925          | Alsina-Pasco-H. Yrigoyen-Pichincha                       | 13.318           | Ex Cementerio de Disidentes                                  |
| 2  | Plaza 25 de Agosto                    | Plaza 25 de Agosto                                  | 30/8/1925          | 14 de Julio-Giribone-Charlone-Heredia                    | 13.783           | Ex palomar de Ortúzar                                        |
| 3  | Plaza Aristóbulo del Valle            | Plaza de Villa del Parque                           | 6/1/1926           | Cuenca-M. Sastre-Campana-Baigorria                       | 16.778           | Terreno donado por Teresa Pastorini de Cambiasso             |
| 4  | Plaza Juan B. Alberdi                 | Plaza Juan B. Alberdi                               | 1926               | M. Acha-Machaín-Nuñez-C. Larralde                        | 14.646           |                                                              |
| 5  | Plaza Irlanda                         | Jardín de los Irlandeses                            | 12/10/1927         | Gaona-D. Álvarez-F. Seguí-Neuquén                        | 53.562           |                                                              |
| 6  | Plaza Colombia                        | Plaza Colombia                                      | 17/2/1928          | Pinzón-Brandsen- I. La Católica-M. Oca                   | 6.116            | Parte del terreno donado por la familia Guerrero             |
| 7  | Parque Rivadavia                      | Quinta Lezica                                       | 17/7/1928          | Rivadavia-Rosario-Doblas- Beauchef                       | 55.848           | Terreno adquirido a la familia Lezica por la MCBA            |
| 8  | Plaza Diego de Almagro                | Plaza Almagro-12 de Octubre                         | 18/8/1929          | Sarmiento-Perón-Bulnes-Salguero                          | 14.062           |                                                              |
| 9  | Plaza Gral. Benito Nazar              | Plaza Gral. Benito Nazar                            | 12/11/1929         | Virasoro-A. Figueroa-Olaya-Antezana                      | 9.379            | Solo vegetación autóctona. Terreno donado por Inés Nazar     |
| 10 | Plaza Ciudad de Banff                 | Plaza de Versalles                                  | 2/5/1930           | Lascano-Arregui-Lisboa-Bruselas                          | 25.000           | Perdió media manzana                                         |
| 11 | Plaza Sarmiento                       | Plaza de Tellier                                    | 2/5/1930           | Humaitá-Tuyutí-El Rastreador-Cosquín                     | 6.910            | Barrio Ramón L. Falcón                                       |
| 12 | Plaza Intendente Casares              |                                                     | 14/2/1932          | Avda. Santa Fe – Rep Árabe Siria-Botánico                | 9.200            | Antes era parte del Jardín Botánico                          |
| 13 | Plaza Tte. Gral. Emilio Mitre         | Plaza Tte.Gral. Emilio Mitre                        | 18/2/1932          | Pueyrredon-Las Heras-Melo-Cantilo                        | 6.622            | Hoy totalmente desvirtuada                                   |
| 14 | Plaza Benjamín                        | Vicuña Mackenna Plaza de Saavedra                   | 12/10/1932         | Ramallo-Conesa-Cramer-Arias                              | 7.938            |                                                              |
| 15 | Plaza Marcos Sastre                   | Plaza s/nombre                                      | 1932               | Monroe-Miller-Valdenegro                                 | 3.591            | Ex cementerio de Villa Urquiza Terreno donado familia Chas   |
| 16 | Plaza Éxodo Jujeño                    | Plaza América                                       | 1932               | Dublín-Gándara-Bauness-Liverpool                         | 2.270            | Terreno donado Vicente Chas                                  |
| 17 | Plaza Capitán Domingo Fidel Sarmiento | Plaza Dr. Vicente Chas                              | 1932               | Marsella-Gamarra-Gándara-Berlín                          | 2.270            | Terreno donado Vicente Chas                                  |
| 18 | Plaza 11 de noviembre de 1859         | Plaza 11 de noviembre de 1859                       | 4/6/1933           | Directorio-Varela-Italia-Tandil                          | 4.311            | Corralones Dirección de Paseos Flores Sud                    |
| 19 | Plaza Sudamérica                      | Plaza Riachuelo                                     | 4/11/1934          | Guaminí-F de la Cruz-Piedrabuena-Itaquí                  | 12.604           | Terreno donado                                               |
| 20 | Plaza Rubén Darío                     | Plaza Cap. Gral. J. José de Urquiza                 | 20/7/1933          | Libertador-F. Alcorta-Austria-Pueyrredon                 | 11.200           | Filtros ex Obras Sanitarias de la Nación                     |
| 21 | Parque Thays                          | Ex Parque Japonés                                   | 26/6/1935          | Libertador-Vaz Ferreira- Quiroga                         | 47.000           | República Federativa del Brasil / filtros ex OSN / Ital Park |
| 22 | Plaza Nueva Pompeya                   | Plaza Nueva Pompeya                                 | 9/12/1935          | Av. Sáenz-E. Ochoa-Traful                                | 2.837            |                                                              |
| 23 | Plaza de la República                 | Plaza de la República                               | 23/5/1936          | Av. 9 de Julio-Corrientes y Diagonales                   | 14.000           | Fecha inauguración Obelisco                                  |
| 24 | Plaza Canadá                          | Parte del proyecto Parque del Retiro                | 1938               | Antártida Argentina-San Martín-R. Mexía-Martínez Zuviría | 15.100           | También se llamó Estados Unidos del Brasil                   |
| 25 | Plaza República Oriental del Uruguay  | Jardines de la Av. Alvear                           | 28/5/1939          | Tagle-Austria-Libertador-F. Acorta                       | 80.000           | Parte terrenos Club River Plate                              |
| 26 | Plaza Ejército de los Andes           | Plaza de Villa Luro                                 | 20/8/1939          | R. Falcón-Rivadavia-Albariño-Corvalán                    | 10.454           |                                                              |
| 27 | Plaza Doctor Roque Sáenz Peña         | Plaza Dr. Roque Sáenz Peña                          | 22/10/1939         | Juan B. Justo-R.E. de San Martín-A. Lamas-Boyacá         | 14.200           |                                                              |
| 28 | Plaza Francisco A. Sicardi            | Plaza Francisco A. Sicardi                          | 23/12/1939         | Balbastro-Varela-Hospital Piñero                         | 8.617            |                                                              |
| 29 | Plaza República de Bolivia            | Plaza s/nombre                                      | 1939               | Libertador-Ollero-vías FCGBM                             | 12.300           |                                                              |
| 30 | Parque Santojanni                     | Parque Santojanni                                   | 18/5/1940          | Acassuso-Patrón- L de la Torre-Oliden                    | 44.345           | Terreno donado por Francisco Santojanni                      |
| 31 | Plaza Martín Fierro                   | Plaza Martín Fierro                                 | 14/7/1940          | Barcala-Rioja- Urquiza-Autopista 25 de Mayo              | 18.600           | Exfábrica Vasena-Retoño ombú Hudson Disminuida por autopista |
| 32 | Plaza Antonio Malaver                 | Plaza Antonio Malaver                               | 28/7/1940          | Estomba-Girardot-Heredia-Montenegro                      | 12.749           |                                                              |
| 33 | Plaza Dr. José C. Paz                 | Plaza Dr. José C. Paz                               | 11/8/1940          | Taborda-Cortajerena-Pepirí-José C. Paz                   | 16.022           |                                                              |
| 34 | Plaza Derechos del Hombre             | Plaza de Villa Luro Norte y Derechos del Trabajador | 15/12/1940         | Juan B. Justo-Cortina-M. Cervantes-Irigoyen              | 11.000           | Terreno donado por María Tutzo de Bonifacio                  |
| 35 | Plaza Cnel. Nicolás Granada           | Plaza Cnel. Nicolás Granada                         | 5/1/1941           | Luis Dellepiane-Murguiondo-Oliden-Zelarrayán             | 17.157           |                                                              |
| 36 | Plaza Alfredo Nobel                   | Plaza Europa                                        | 1941               | Turín-Hamburgo-Burela-Bucarest                           | 3.670            | Terreno donado Vicente Chas                                  |
| 37 | Plaza Jamaica                         | Plaza sin nombre                                    |                    | Moscú-Oslo-Estocolmo-Burela                              |                  | Terreno donado Vicente Chas                                  |
| 38 | Parque General Paz                    | Chacra Saavedra                                     | 25/5/1942          | C. Larralde-Aizpurúa-Av. Gral. Paz                       | 150.000          |                                                              |
| 39 | Plaza Salvador María del Carril       | Parte del proyectado Parque del Retiro              | 29/8/1942          | San Martín-Martínez Zuviría-Gilardi- Ramos Mexía         | 9.180            | Reducida a la mitad por mercado                              |
| 40 | Plaza Gral. Martín Rodríguez          | Plaza Martín Rodríguez                              | 12/10/1943         | Helguera-Habana-Argerich-Pareja                          | 12.664           |                                                              |
| 41 | Plaza Tte. Gral. Pablo Riccheri       | Plaza Tte. Gral. Pablo Riccheri                     | 12/10/1943         | Desaguadero-Quevedo-Beiró- José P. Varela                | 17.891           |                                                              |
| 42 | Plaza Juan B. Terán                   | Plaza sin nombre                                    | 1943               | Nogoyá-Melincué-J. E: Martínez-Gordillo                  | 20.630           |                                                              |
| 43 | Plaza Don Bosco                       | Plaza s/nombre                                      | 1943               | Avda.Lope de Vega-Miranda-E. González                    | 21.000           |                                                              |
| 44 | Plaza Sargento Cabral                 | Plaza s/nombre                                      | 5/2/1944           | Martínez de Hoz-M. Arce-José L. Suárez                   | 4.888            |                                                              |
| 45 | Plaza República de Chile              | Plaza 11 de junio de 1580                           | Abril de 1944      | Libertador-Tagle-Ramón Castilla                          | 40.683           | Ex Pabellón de las Rosas                                     |
| 46 | Plaza Grand Bourg                     |                                                     |                    | R. de Elizalde-R. Castilla-A.de Aguado                   | 4.800            | Se hizo con el Instituto Nacional Sanmartiniano              |
| 47 | Plaza Henry Dunant                    | Plaza s/nombre                                      | 1944               | Chamical-Primera Junta-Caroya-Guardia Nacional           | 10.222           |                                                              |
| 48 | Plaza Onésimo Leguizamón              | Plaza s/nombre                                      | 1945               | Ercilla-Fragata La Argentina-Guaminí-Schmidl             | 7.000            |                                                              |

### Realizadas fuera de Buenos Aires
Las siguientes:
1919
Plaza San Luis, Mercedes (Provincia de Buenos Aires)
1920
Parque para la Facultad de Agronomía y Veterinaria de la Universidad
Nacional del Litoral, ciudad de Corrientes (Provincia de Corrientes)

Parque Municipal San Martín, Lincoln (Provincia de Buenos Aires)

Parque Unzué, Gualeguaychú (Provincia de Entre Ríos)
1922
Proyecto Parque Monumento a los Granaderos, San Lorenzo (Provincia de Santa Fe), frente al Convento de San Lorenzo.

Parque atlético en Balcarce (Provincia de Buenos Aires)

Parque Independencia en Tandil (Provincia de Buenos Aires)

Plaza infantil Santamarina en Tandil (Provincia de Buenos Aires)

Jardines interiores Palacio Municipal de Tandil (Provincia de Buenos Aires)

Gruta para el Cerro Independencia en Tandil (Provincia de Buenos Aires)
1927
Parque para los cuarteles de Campo de Mayo (Provincia de Buenos Aires)
1930
Plaza Victorio Grigera, Lomas de Zamora (Provincia de Buenos Aires)
1932
Ampliación y transformación Plaza Colón, Azul (Provincia de Buenos Aires)

Rosedal del Parque Urquiza, Paraná, Entre Ríos.
1936
Proyecto de arbolado de alineación del camino Buenos Aires-La Plata
Proyecto de transformación y urbanización de los jardines de la Base Naval de Puerto Belgrano.
1936?
Primera Maltería Argentina en Hudson (Berazategui) del grupo Bemberg-Cervecería Quilmes
1939
Remodelación Plaza Mitre, Santa Rosa (Provincia de La Pampa)
1941
Plaza de Gral. Alvear (Provincia de Buenos Aires)

Córdoba Golf Club, Villa Allende
1942
Parque de la Colonia de Vacaciones del Patronato Nacional de Ciegos, Dique Río III (Provincia de Córdoba)

 – Arreglo jardines Escuela de Artillería, Regimiento 6.
1943
Jardines de la Escuela Naval Militar de Río Santiago (Provincia de Buenos Aires)

Remodelación del Parque de Mayo, Bahía Blanca (Provincia de Buenos Aires)

Informe sobre reformas para los espacios verdes de la ciudad de Rosario (Provincia de Santa Fe)

Transformación del Parque de la Residencia Presidencial de Olivos.
1944
Plaza San Martín, Sauce (Provinvia de Corrientes)

Consejos para La Reducción, estancia de Benjamín García Victorica.
1945
Parque estancia El Calafate de Carlos Menéndez Behety
Sin fechar:
Plazas Gral. Belgrano y Bartolomé Mitre y plazoleta Estación del Ferrocarril, Lanús (Provincia de Buenos Aires)
- Otros trabajos en la ciudad de Buenos Aires:

1923
Piscina del Parque Avellaneda
1930–1942
Proyecto Jardines prolongación del Parque del Retiro incluyendo los de los edificios futuros de la Facultad de Filosofía y Letras (UBA) y del Museo de Bellas Artes (arquitecto Herrera Mac-Lean e ingeniero Sebastián Ghigliaza).
1932
Rosedal del Parque Chacabuco
1938
Transformación de los jardines de la Residencia Presidencial – Suipacha 1034.
1941–1942
Bosque Alegre. Formación de un bosque de especies autóctonas en la Avenida costanera Norte. Los gobernadores enviarían ejemplares de cada provincia. Modelos para el mangrullo del Bosque Alegre, tomado del álbum de Adolf Methfessel Escenas de la guerra del Paraguay.
1942
Bosque del Sur, Intendencia Carlos Alberto Pueyrredon

Clasificación botánica y ubicación del plantas en el Hospital Rivadavia

Integra comisión de estudio del proyecto de modificación de la Ley de Apertura y Trazado de la Avda. Gral. Paz

Remodelación de los jardines del Museo Saavedra
1944
Arreglo de los Jardines de la Embajada de España en Buenos Aires
1945
Proyecto terminación Avda. 9 de Julio con la calle Arroyo

La Dirección de Paseos y la Secretaría de Obras Públicas realizaron el proyecto de urbanización del Bajo Belgrano y Núñez
Sin fechar:
Jardines de los hospitales Rivadavia y Hospital Tornú.
- Obras particulares de jardines de residencias y parques de estancias (parquizaciones, ensanches y plantaciones) en la Argentina.

Alberto B. Cabaut – en Moreno (Provincia de Buenos Aires)
Isabel B. de Gibson – en Martínez (Provincia de Buenos Aires)
Luis Valverde- calles Martín J. Haedo y San Antonio- Olivos (Provincia de Buenos Aires)
Carlos Molina Salas – en La Cumbre (Provincia de Córdoba)
Eugenio Díaz Vélez – "Un Durazno" en Rauch (Provincia de Buenos Aires) y "Las Reinas" (¿sitio?)
Ricardo Staudt – “Benquerencia” en San Miguel del Monte (Provincia de Buenos Aires) y “Cortaderas” en Carmen de Patagones(Provincia de Buenos Aires )
Hotel Horizonte – en Mar del Plata (Provincia de Buenos Aires)
Emma Barón – en Martínez (Provincia de Buenos Aires)
María Luisa Dose de Larrivière - Avenida Figueroa Alcorta (ciudad de Buenos Aires).
Carlos Menéndez Behetty – “El Calafate” en Capitán Sarmiento (Provincia de Buenos Aires)
Auberg Cobo – "Moreno del Campo" en Moreno (Provincia de Buenos Aires)
Mercedes Saavedra Zelaya - "San Luis" en O'Higgins (Provincia de Buenos Aires)
Horacio Leguizamón Pondal - Establecimiento "Lin Calel"
H. Piccaluga – en Mar del Plata (Provincia de Buenos Aires)
Alberto Casal Castel- en el km. 32 de la ruta a Cañuelas (Provincia de Buenos Aires)
Enrique Gunther – en Mar del Plata (Provincia de Buenos Aires)
Jorge Leyro Díaz – en Moreno (Provincia de Buenos Aires)
Jorge A. Campos – en Chapadmalal (Provincia de Buenos Aires)
Alberto Cabaut – en Bragado (Provincia de Buenos Aires)
Domingo Bombal: Establecimiento Viñatero "Los Alamos" en San Rafael (Provincia de Mendoza)
Carlos Pueyrredon - Avda. Las Heras 2525 , fracción incorporada hoy al entorno de la Biblioteca Nacional.
                                   
- Obras en Montevideo, Uruguay:

1928
Patio Andaluz y Jardines españoles (4.000 m²) en la estancia El Portazgo, propiedad de Félix Ortiz de Taranco en Melilla.
1937
Jardines de la Legación Argentina (embajada).
1941 y 1942
En Montevideo proyectó y ejecutó los jardines de la Embajada Argentina y el jardín español con patio andaluz de la estancia El Portazgo. Además, proyectó los Jardines del Hipódromo de Maroñas (Jockey Club) finalmente realizados por  Carlos Racine
- Obra en Valparaíso, Chile:

1941
Parque Buenos Aires, a 2 km de Playa Ancha, en el paraje denominado Quebrada Verde. El proyecto, sobre 40 ha, era de estilo mixto y contemplaba la plantación de flora argentina y chilena.

### Primera Reserva Ecológica de Buenos Aires
La Sociedad Ornitológica de La Plata (actualmente "Aves Argentinas") y el Comité Internacional para la Defensa de las Aves solicitaron en 1942 al intendente la creación de un paseo junto a las lagunas que se encontraban a lo largo de la recientemente creada Avenida Costanera Norte, sobre terrenos ganados al Río de La Plata, sobre los que se encontraban gran cantidad de especies biológicas.
Para tal fin, Carlos León creó un área de conservación que en 1944 llamó Parque de la Raza. Esta área tenía dos sectores:
- El Bosque Autóctono: desde la actual Avenida Sarmiento hasta La Pampa. Tenía como objetivo formar un bosque con especies autóctonas de cada provincia.
- El Bosque Alegre: desde Sarmiento a Salguero. Que contaba con un mangrullo diseñado a partir de un álbum de Adolf Methfessel ("Escenas de la Guerra del Paraguay").

Pero antes de que pudiera terminar con el proyecto este quedó trunco al construirse el primer aeroparque, hoy llamado Jorge Newbery.

## Homenaje
A pedido de la diputada Cecilia María de la Torre, por ley N.º 5.284, sancionada el 14 de mayo de 2015, la Ciudad Autónoma de Buenos Aires le impuso el nombre de Ingeniero Agrónomo Carlos León Thays (h), al sector de la plaza Henry Dunant (que fue una de las creaciones de Carlos León), del barrio de Mataderos, delimitado por las calles Caroya, Basualdo, Primera Junta y Chamical.
A la audiencia en que se trató el proyecto asistieron diez familiares de Thays, y participó la doctora Sonia Berjman, impulsora del proyecto y estudiosa de las obras desarrolladas por la familia Thays, quien entre otras palabras expresó:

No me alcanzaron las 500 páginas del libro que he dedicado a estudiar la obra de Carlos León Thays (h) para dar cuenta de todos sus aportes a la ciudad de Buenos Aires.